# Pelota basca nos Jogos Pan-Americanos de 2023 - Frontball individual masculino
A competição do frontball individual masculino da pelota basca nos Jogos Pan-Americanos de 2023 foi disputada entre 31 de outubro e 4 de novembro de 2023 no Estádio Español, em Las Condes. Um total de oito competidores, cada um representando um Comitê Olímpico Nacional (CON), participaram do evento.

## Calendário
Horário local (UTC−3).
| Data          | Hora  | Fase           |
| ------------- | ----- | -------------- |
| 31 de outubro | 9:00  | Fase de grupos |
| 1 de novembro | 9:00  | Fase de grupos |
| 2 de novembro | 9:00  | Fase de grupos |
| 3 de novembro | 9:00  | Semifinais     |
| 4 de novembro | 10:00 | Finais         |

## Medalhistas
| Ouro   | MEX David Álvarez  |
| Prata  | CUB Cristian Abreu |
| Bronze | BRA Filipe Otheguy |

## Resultados

### Fase de grupos
Os oito competidores foram divididos em dois grupos de quatro jogadores cada. Os dois melhores de cada grupo avançam para as semifinais, onde os vencedores disputam a medalha de ouro e os perdedores disputam o bronze.

#### Grupo A
| Pos. | Jogador               | Pts | J | V | D | GP | GC | PP | PC |
| ---- | --------------------- | --- | - | - | - | -- | -- | -- | -- |
| 1    | MEX David Álvarez     | 9   | 3 | 3 | 0 | 6  | 0  | 72 | 19 |
| 2    | ARG Nicolás Comas     | 7   | 3 | 2 | 1 | 4  | 2  | 55 | 47 |
| 3    | URU Richard Airala    | 5   | 3 | 1 | 2 | 2  | 5  | 38 | 74 |
| 4    | CHI Gonzalo Fouilloux | 3   | 3 | 0 | 3 | 1  | 6  | 49 | 74 |

| 31 de outubro 9:00 | URU Richard Airala     | 0–2 | MEX David Álvarez | Estádio Español Árbitro(s): CUB Raúl Escobar |
| 31 de outubro 9:00 | (2–12, 1–12) Relatório |     |                   | Estádio Español Árbitro(s): CUB Raúl Escobar |

| 31 de outubro 10:00 | CHI Gonzalo Fouilloux  | 0–2 | ARG Nicolás Comas | Estádio Español Árbitro(s): CUB Raúl Escobar |
| 31 de outubro 10:00 | (7–12, 7–12) Relatório |     |                   | Estádio Español Árbitro(s): CUB Raúl Escobar |

| 1 de novembro 9:00 | MEX David Álvarez      | 2–0 | CHI Gonzalo Fouilloux | Estádio Español Árbitro(s): CUB Hilda Pita |
| 1 de novembro 9:00 | (12–4, 12–5) Relatório |     |                       | Estádio Español Árbitro(s): CUB Hilda Pita |

| 1 de novembro 10:00 | URU Richard Airala     | 0–2 | ARG Nicolás Comas | Estádio Español Árbitro(s): CUB Hilda Pita |
| 1 de novembro 10:00 | (5–12, 4–12) Relatório |     |                   | Estádio Español Árbitro(s): CUB Hilda Pita |

| 2 de novembro 9:00 | MEX David Álvarez      | 2–0 | ARG Nicolás Comas | Estádio Español Árbitro(s): CHI Jennifer Quiaro |
| 2 de novembro 9:00 | (12–2, 12–5) Relatório |     |                   | Estádio Español Árbitro(s): CHI Jennifer Quiaro |

| 2 de novembro 10:00 | CHI Gonzalo Fouilloux        | 1–2 | URU Richard Airala | Estádio Español Árbitro(s): CUB Hilda Pita |
| 2 de novembro 10:00 | (11–12, 12–7, 3–7) Relatório |     |                    | Estádio Español Árbitro(s): CUB Hilda Pita |

#### Grupo B
| Pos. | Jogador            | Pts | J | V | D | GP | GC | PP | PC |
| ---- | ------------------ | --- | - | - | - | -- | -- | -- | -- |
| 1    | CUB Cristian Abreu | 9   | 3 | 3 | 0 | 6  | 0  | 72 | 27 |
| 2    | BRA Filipe Otheguy | 7   | 3 | 2 | 1 | 4  | 2  | 63 | 38 |
| 3    | PER Jesús Quinto   | 5   | 3 | 1 | 2 | 2  | 5  | 42 | 72 |
| 4    | USA Israel Mateos  | 3   | 3 | 0 | 3 | 1  | 6  | 34 | 74 |

| 31 de outubro 11:00 | PER Jesús Quinto       | 0–2 | CUB Cristian Abreu | Estádio Español Árbitro(s): ARG Jorge Balbi |
| 31 de outubro 11:00 | (2–12, 4–12) Relatório |     |                    | Estádio Español Árbitro(s): ARG Jorge Balbi |

| 31 de outubro 12:00 | USA Israel Mateos      | 0–2 | BRA Filipe Otheguy | Estádio Español Árbitro(s): CUB Raúl Escobar |
| 31 de outubro 12:00 | (3–12, 1–12) Relatório |     |                    | Estádio Español Árbitro(s): CUB Raúl Escobar |

| 1 de novembro 11:00 | CUB Cristian Abreu     | 2–0 | USA Israel Mateos | Estádio Español Árbitro(s): ARG Jorge Balbi |
| 1 de novembro 11:00 | (12–4, 12–2) Relatório |     |                   | Estádio Español Árbitro(s): ARG Jorge Balbi |

| 1 de novembro 12:00 | BRA Filipe Otheguy     | 2–0 | PER Jesús Quinto | Estádio Español Árbitro(s): ARG Jorge Balbi |
| 1 de novembro 12:00 | (12–5, 12–5) Relatório |     |                  | Estádio Español Árbitro(s): ARG Jorge Balbi |

| 2 de novembro 11:00 | CUB Cristian Abreu      | 2–0 | BRA Filipe Otheguy | Estádio Español Árbitro(s): CUB Hilda Pita |
| 2 de novembro 11:00 | (12–5, 12–10) Relatório |     |                    | Estádio Español Árbitro(s): CUB Hilda Pita |

| 2 de novembro 12:00 | USA Israel Mateos           | 1–2 | PER Jesús Quinto | Estádio Español Árbitro(s): CUB Raúl Escobar |
| 2 de novembro 12:00 | (12–7, 9–12, 3–7) Relatório |     |                  | Estádio Español Árbitro(s): CUB Raúl Escobar |

### Fase final

#### Semifinais
| 3 de novembro 9:00 | MEX David Álvarez      | 2–0 | BRA Filipe Otheguy | Estádio Español Árbitro(s): CUB Raúl Escobar |
| 3 de novembro 9:00 | (12–6, 12–4) Relatório |     |                    | Estádio Español Árbitro(s): CUB Raúl Escobar |

| 3 de novembro 11:00 | CUB Cristian Abreu     | 2–0 | ARG Nicolás Comas | Estádio Español Árbitro(s): CHI Jennifer Quiaro |
| 3 de novembro 11:00 | (12–9, 12–7) Relatório |     |                   | Estádio Español Árbitro(s): CHI Jennifer Quiaro |

#### Disputa pelo bronze
| 4 de novembro 10:00 | BRA Filipe Otheguy     | 2–0 | ARG Nicolás Comas | Estádio Español Árbitro(s): CUB Raúl Escobar |
| 4 de novembro 10:00 | (12–8, 12–2) Relatório |     |                   | Estádio Español Árbitro(s): CUB Raúl Escobar |

#### Disputa pelo ouro
| 4 de novembro 12:00 | MEX David Álvarez      | 2–0 | CUB Cristian Abreu | Estádio Español Árbitro(s): CHI Jennifer Quiaro |
| 4 de novembro 12:00 | (12–5, 12–0) Relatório |     |                    | Estádio Español Árbitro(s): CHI Jennifer Quiaro |